# Cantó de Manhac la Vau
El cantó de Manhac la Vau és un cantó francès del departament de l'Alta Viena, situat al districte de Belac. Té sis municipis i el cap és Manhac la Vau.

## Municipis
- Dòmpièrre
- Drolh
- Manhac la Vau
- Sent Ilaire
- Sent Legíer Manhasés
- Vile Favart

## Història
| Data d'elecció                           | Identitat          | Partit           | Qualitat |
| ---------------------------------------- | ------------------ | ---------------- | -------- |
| 1961-1979                                | Georges Lamousse   | SFIO, després PS |          |
| 1979-                                    | Jean-Claude Fauvet | PCF, després ADS |          |
| les dades anteriors no són pas conegudes |                    |                  |          |
|                                          |                    |                  |          |

## Demografia
| 1962  | 1968  | 1975  | 1982  | 1990  | 1999  | 2006  |
| ----- | ----- | ----- | ----- | ----- | ----- | ----- |
| 5.353 | 5.864 | 5.415 | 4.787 | 4.399 | 3.884 | 3.860 |